# 国立武昌中山大学
国立武昌中山大学，又称国立第二中山大学，是当时中国四大中央级国立中山大学之一。武大从此开始了由专科性大学逐渐向综合性大学的转变。作为国民大革命的结晶，办学时间虽短，却为中国教育改革提供了有益的借鉴。

## 历史沿革
- 1926年12月28日，北伐军攻下武昌后，武汉国民政府对教育进行重大改革，将原国立武昌大学、国立武昌商科大学、湖北省立医科大学、湖北省立法科大学、湖北省立文科大学、私立武昌中华大学等合并而建立国立武昌中山大学，另有国立北京中俄大学和上海大学部分师生并入。校址分设3处，称为中山大一院、二院、三院，一院在原地处紫阳湖畔、蛇山之麓、武昌城内、长江之滨的东厂口国立武昌大学校址，为校本部，学生近2000人。
- 1927年2月，学校正式开学。
- 1927年11月28日，按国民政府教育部令，各中山大学依省份改名，国立武昌中山大学改名为国立第二中山大学。[1]
- 1927年12月，学校解散，校产交湘鄂临时政府暂管。

## 院系设置
本科学制除医学5年外，其余一律4年。课程分通习、必修、选修3类，实行学分制。学校的教育原则是：学习科学知识，造就革命人才，拥护工农利益，建设民主的新社会。
- 大学院（相当于研究院，在没有毕业生前暂不设立）
- 文科：中国文学系、外国文学系、教育学系、社会历史学系、哲学系、俄国文学系
- 理科：数学系、物理学系、生物学系、化学和地质矿物学系
- 法科：政治学系、法律学系、俄文法政学系
- 商科：经济学系、商业学系
- 医科：医学系、药学系
- 预科：文科部、理科部

## 机构设置
学校实行大学委员会制，废除校长制。大学委员会总揽校务，下设教务处、行政处、督察处等行政机构。学校一切组织遵循民主集中制的原则。
- 国立武昌中山大学筹备委员会
  - 委员：邓演达、董必武、戴季陶、郭沫若、徐谦、顾孟余、章伯钧、李汉俊、周佛海
- 国立武昌中山大学委员会（第一届）
  - 委员：徐谦（主任委员）、顾孟余、李汉俊、章伯钧、周佛海
  - 继任：张西曼、曾昭安、詹大悲

## 著名校友

### 教师
- 李达，1927年任教于国立武昌中山大学，1955年选聘为中国科学院院士（学部委员）。哲学家，1952年到1966年任武汉大学校长。
- 陈望道，1927年任教于国立武昌中山大学，1955年选聘为中国科学院院士（学部委员）。中国当代语文学家和教育家。

### 学生
- 罗荣桓，中华人民共和国元帅，1927年4月入学。